# Tosarhombus smithi
 Tosarhombus smithi és un peix teleosti de la família dels bòtids i de l'ordre dels pleuronectiformes.

## Morfologia
Pot arribar als 18 cm de llargària total.

## Distribució geogràfica
Es troba a les costes de Sud-àfrica i Kenya.